# Hisako Satō
Hisako Satō (佐藤ひさ子, Satō Hisako) est une femme politique japonaise née le 6 janvier 1959. Sans étiquette, elle est élue en 2021 maire du village de Rusutsu, devenant ainsi la première femme maire de ce village, et la troisième femme maire de la préfecture d'Hokkaidō. Elle est également la première et seule maire de l'un des 183 villages du Japon.

## Jeunesse et carrière pré-électorale
Satō naît le 6 janvier 1959, à Rusutsu. Après avoir obtenu son diplôme du lycée de Rusutsu, elle rejoint le bureau du village en 1978, au poste de chef de section sanitaire et médicale. Elle rejoint l'assemblée municipale de Rusustsu en 2019, avant de démissionner en 2021 pour se présenter aux élections municipales. Cette décision est motivée par la distance mise entre le précédent maire Tsunehachi Baya (ja) et les habitants du village, à la suite de l'arrêt de la consultation de ces derniers par le maire. 

## Carrière électorale
Elle est élue maire de Rusutsu en 2021, avec l'intention de mettre en place une administration restaurant la confiance des villageois. Satō bat ainsi le maire sortant, Tsunehachi Baya (ja), avec 760 voix contre 432.
Satō est particulièrement impliquée dans le maintien des activités agricoles de son village. Face au vieillissement des agriculteurs, elle met notamment en place une politique d'attractivité de la ville, ainsi qu'un système de transmission des techniques d'agriculture et d'élevage,. Également impliquée dans la revitalisation régionale, elle cherche à fortement développer le tourisme dans la région de Rusutsu, ainsi que redorer l'image de la ville, ternie par un scandale de corruption. Elle combine les deux en associant le plus grand complexe hôtelier de la préfecture d'Hokkaidō à l'agriculture de la région.
Elle met également en place une politique de sécurisation routière dans le village et ses environs, en prévention des conditions climatiques.

## Prises de position
Confrontée à plusieurs moments clés de sa carrière professionnelle à des comportements sexistes et misogynes, elle se bat également au cours de sa carrière politique pour briser le plafond de verre imposé aux femmes japonaises dans le milieu professionnel, et d'améliorer leurs opportunités de carrière.

## Vie privée
Satō est mariée et mère de deux enfants.